# Berlinale 1966
 (novembre 2022).
Si vous disposez d'ouvrages ou d'articles de référence ou si vous connaissez des sites web de qualité traitant du thème abordé ici, merci de compléter l'article en donnant les références utiles à sa vérifiabilité et en les liant à la section « Notes et références ».
La Berlinale 1966 était le 16e festival du film de Berlin et s'est déroulée du 24 juin 1966 au 6 juillet 1966.

## Jury
- Pierre Braunberger  France, président du jury
- Franz Seitz  Allemagne
- Emilio Villalba Welsh  Argentine
- Khwaja Ahmad Abbas  Inde
- Pier Paolo Pasolini  Italie
- Lars Forssell  Suède
- Hollis Alpert  États-Unis
- Helmuth de Haas  Allemagne
- Kurt Heinz  Allemagne

## Longs métrages en sélection officielle
- La Chasse (la caza) de Carlos Saura
- Chasse aux renards interdite (Schonzeit für Füchse) de Peter Schamoni
- Les Cœurs verts d'Édouard Luntz
- Cul-de-sac de Roman Polanski
- Georgy Girl de Silvio Narizzano
- Le Groupe (The Group) de Sidney Lumet
- Le Héros de Satyajit Ray
- Jakten de Lars Passgård
- Lord Love a Duck de George Axelrod
- Masculin féminin de Jean-Luc Godard
- La Peur (O fovos) de Kóstas Manoussákis
- Le Prêtre et la Jeune Fille (O Padre e a Moça) de Joaquim Pedro de Andrade
- Les Saisons de notre amour (Le stagioni del nostro amore) de Florestano Vancini
- Question d'honneur (Una questione d'onore) de Luigi Zampa
- La Diablesse (Der Weibsteufel) de Georg Tressler

## Palmarès
- Ours d'or : Cul-de-sac de Roman Polanski
- Ours d'argent (Grand prix du jury) : ex æquo
  - Jakten de Lars Passgård
  - Chasse aux renards interdite (Schonzeit für Füchse) de Peter Schamoni
- Ours d'argent du meilleur acteur : Jean-Pierre Léaud dans Masculin féminin
- Ours d'argent de la meilleure actrice : Lola Albright dans Lord Love a Duck
- Ours d'argent du meilleur réalisateur : Carlos Saura pour La Chasse
- Ours d'argent spécial: Jakten de Yngve Gamlin et Chasse aux renards interdite de Peter Schamoni
- Mention spéciale :
  - Le Héros de Satyajit Ray